# Anne Barnard

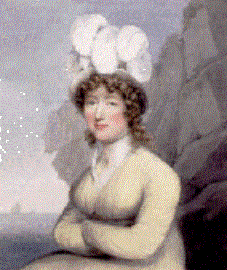
Porträt von Lady Anne Barnard

Lady Anne Barnard (geborene Anne Lindsay; * 12. Dezember 1750 in Balcarres House, Fife; † 6. Mai 1825 in London) war eine schottische Schriftstellerin und Künstlerin. Sie verfasste unter anderem die Ballade Auld Robin Gray und Reiseberichte während ihres fünfjährigen Aufenthalts in der Kapkolonie, die zu wichtigen Informationsquellen über das dortige gesellschaftliche Leben dieser Zeit geworden sind.

## Biografie
Sie war die älteste Tochter des James Lindsay, 5. Earl of Balcarres vom Clan Lindsay. Als Tochter eines Earls führte sie das Höflichkeitsprädikat Lady.
Anne zog nach London, wo sie 1793 Andrew Barnard, einen Sohn von Thomas Barnard, dem Bischof von Limerick, traf und heiratete. Sie erwirkte von Henry Dundas, 1. Viscount Melville die Ernennung ihres Ehemannes zum Colonial Secretary (der damals in Kolonien nach dem Gouverneur der höchste Beamte war) der Kapkolonie. Im März 1797 reiste das Paar dorthin. Anne blieb dort bis Januar 1802.
Die Briefe, die sie an Dundas, der zu dieser Zeit Kriegs- und Kolonialminister war, schickte, und ihre Berichte, die sie während ihrer Reisen ins Inland verfasste, wurden zu einer wichtigen Informationsquelle über die Menschen, Ereignisse und das soziale Leben dieser Zeit. Sie nahm auch am gesellschaftlichen Leben in der Kolonie teil. Beim Castle of Good Hope war sie die offizielle Gastgeberin von George Macartney, 1. Earl Macartney.

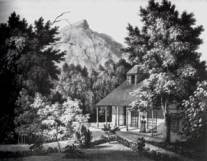
Lady Annes Zeichnung ihrer Residenz in Südafrika

Nachdem die Kapkolonie 1806 vom Vereinigten Königreich zurückerobert wurde, wurde Andrew Barnard erneut zum Colonial Secretary ernannt, Anne begleitete ihn jedoch nicht dorthin. 1807 starb er dort. Den Rest ihres Lebens verbrachte sie in London und starb am 6. Mai 1825.
Die von ihr produzierte Serie von Briefen, Reiseberichten, Ölgemälden und Zeichnungen wurden 1910 unter dem Titel South Africa a Century Ago veröffentlicht.
Der Komponist William Leeves, der die Melodie zur Balade Auld Robin Gray komponierte, gab 1812 an, dass sie 1772 von Anne geschrieben wurde. Sie wurde 1783 anonym veröffentlicht. Anne hatte sich zwei Jahre vor ihrem Tod in einem Brief an Sir Walter Scott als Autorin dieses Textes bekannt. Scott bearbeitete ihn dann mit zwei Fortsetzungen für das Textherausgabeinstitut Bannatyne Club.

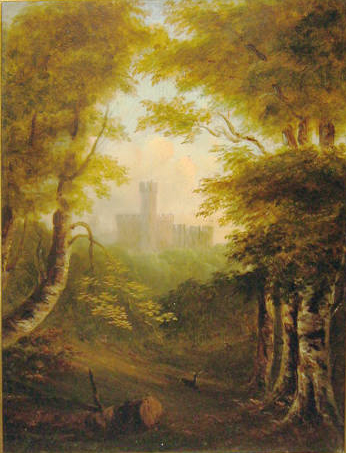
Eines von Annes Ölgemälden, das mutmaßlich Raby Castle, den Sitz der Familie Barnard darstellen soll

In Kapstadt wird das Andenken an Lady Anne auf mehrere Weisen wachgehalten. Eine Kammer im Castle of Good Hope ist als „Lady Anne Barnard‘s Ballroom“ bekannt. Der Name einer Straße in Newlands, einem Vorort Kapstadts, wo die Barnards gelebt hatten, lautet „Lady Anne Avenue“. Eine geschnitzte Skulptur von ihr ist im Foyer des Verwaltungszentrums im benachbarten Vorort Claremont ausgestellt. Der Landsitz der Banards, „Vineyard“ ist nun Teil eines Hotels.

## Werke
- William Henry Wilkins (Hrsg.): South Africa a century ago. Letters written from the cape of good hope (1797–1801). Smith, Elder & Co, London 1910 (archive.org).
- Margaret Lenta (Hrsg.): Paradise, the castle and the vineyard. Lady Anne Barnard’s cape diaries. Wits University Press, Johannesburg 2006, ISBN 978-1-86814-390-0.